# Teufelskeller (Oberelsbach)

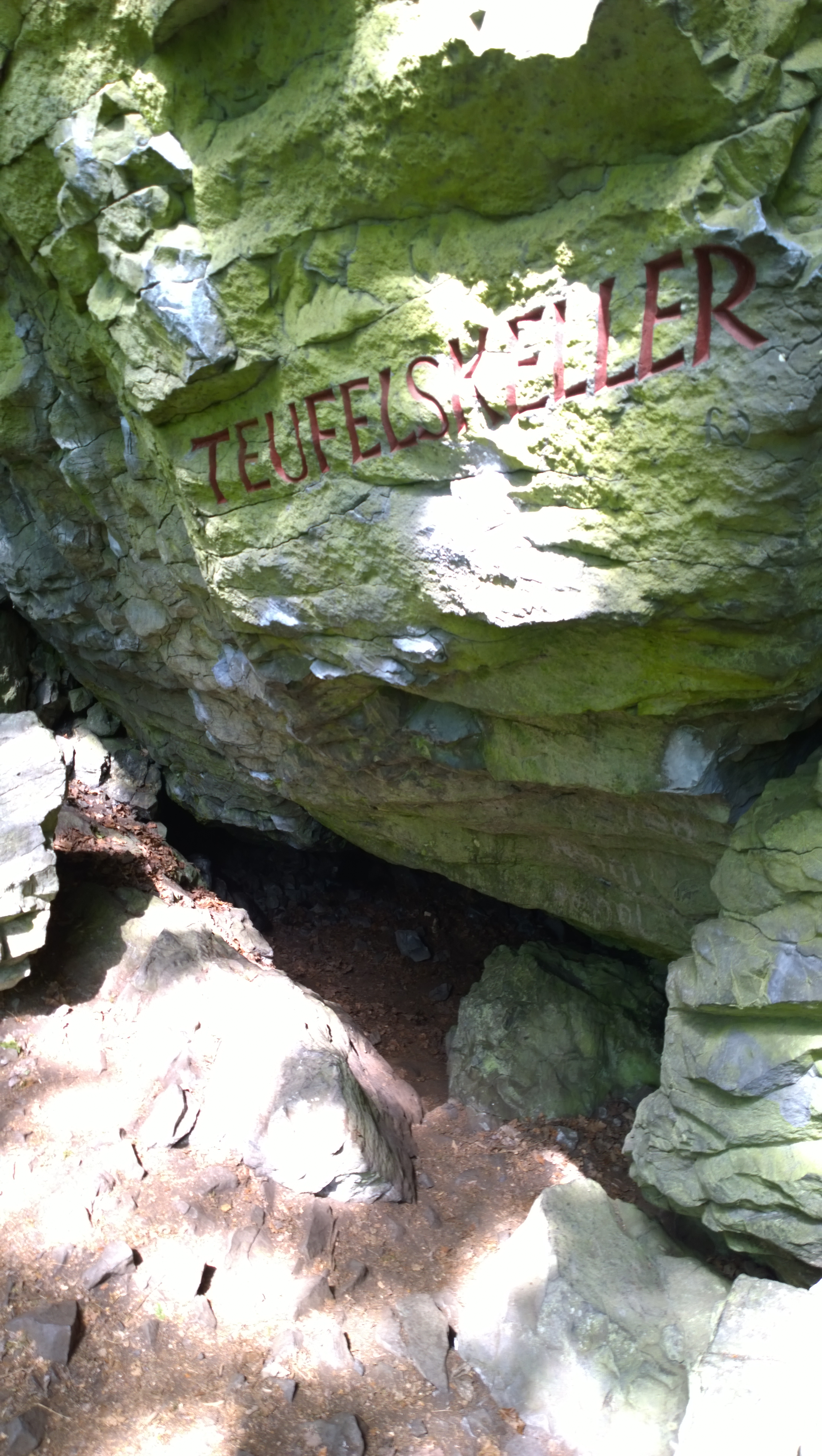
Höhleneingang

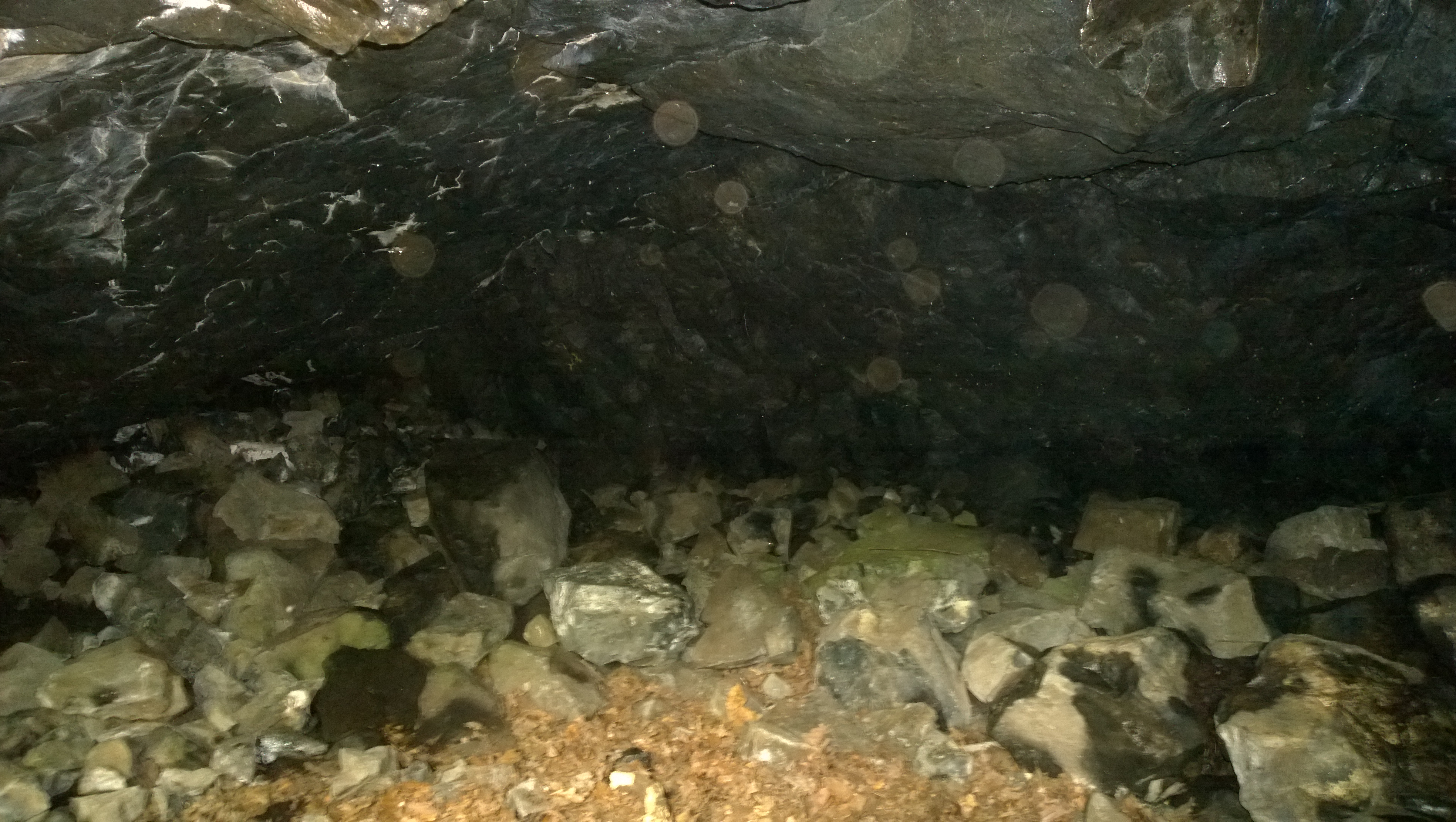
Höhlenende

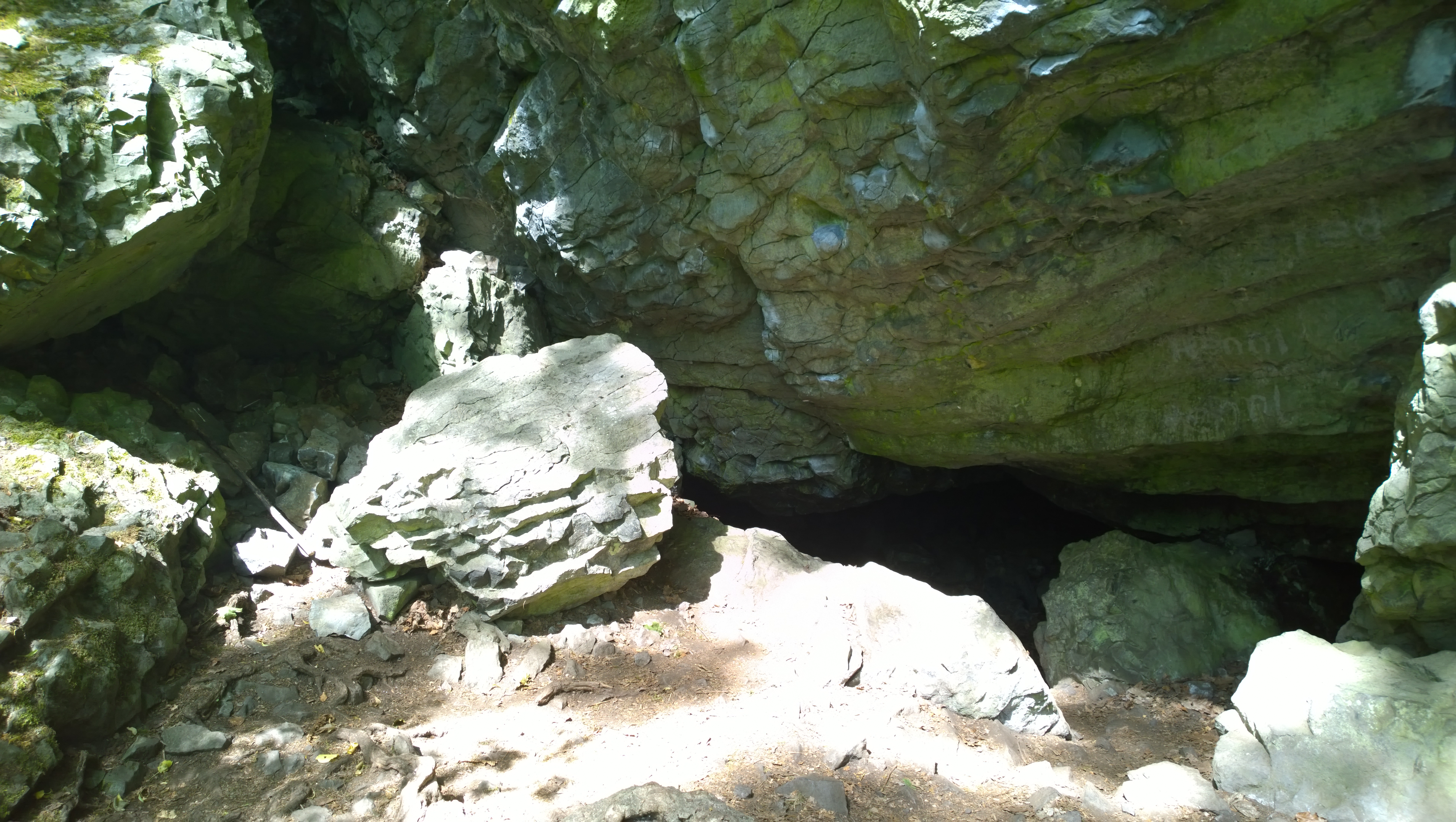
Versturzbereich links des Eingangs

Der Teufelskeller ist eine Höhle am Südhang des Gangolfsbergs bei Oberelsbach im unterfränkischen Landkreis Rhön-Grabfeld, die durch den Abbruch eines Felsbrockens von der dahinterliegenden Felswand entstand. Die Höhle befindet sich auf etwa 800 Meter über NN.

## Beschreibung
Geologisch liegt die Höhle an einer Felswand mit einem Anschnitt zweier Basalt-Decken über einer Diskordanz bestehend aus einer im Hangenden mehr oder weniger horizontal geschichteten Decke, darunter befindet sich eine Decke aus steilstehenden Basaltsäulen, die direkt unter der Diskordanz umgebogen sind. Eine frühere Deutung der Entstehung als Gasblase im Magma kann nicht bestätigt werden.
Die Höhle befindet sich in der Kernzone „Gangolfsberg“ des bayerischen Teils des Biosphärenreservats Rhön. Das Verlassen der vorgegebenen Wanderwege sowie das Betreten der Höhle oder Bouldern am Felsen ist nach der NSG Verordnung vom 24. November 1976 nicht zulässig. Die Höhle misst in etwa 5 m × 3 m × 1,5 m. Die Höhle liegt auf Oberelsbacher Gemarkung. Der Teufelskeller ist als Geotop ausgewiesen. Er wird als geowissenschaftlich wertvoll angegeben. Die Höhle wird heimatkundlich und touristisch als bedeutend eingeschätzt. Sie kann gut vom Rund- und Naturweg um den Gangolfsberg mit Zugang vom Schweinfurter Haus erreicht werden.

## Sage
Folgende Sagen werden vom Teufelskeller im Volksmund erzählt:
- „Als die Rhön noch heidnisch war, da fühlte sich der Teufel noch als Herr des Gebietes. Da kam aber der heilige Kilian ins Land, predigte das Christentum, und viele ließen sich taufen. Darüber ärgerte sich der Teufel schrecklich. Als gar damit begonnen wurde, im Tal eine Kirche zu bauen, geriet der Teufel so in Zorn, dass er alle Steine, die zum Kirchenbau herbeigebracht worden waren, auf den Gangolfsberg schleppte und dort so fest zu einer Grotte zusammenfügte, dass sie kein Mensch mehr auseinanderbringen kann. Als die Leute das merkten, zeichneten sie auf jeden Baustein ein Kreuz. Da musste der Teufel die Finger davon lassen. Die Steine aber, die er vorher hinauf gebracht hatte, bilden die Teufelskirche.“
- „Als der Teufel noch auf der Erde sein Unwesen trieb, versteckte er sich unter dem riesigen Basaltblock mit dem Eingang zu einer dunklen Höhle. Ahnungslose Bauern, Beerensucher oder fleißige Waldarbeiter mussten seine Bekanntschaft machen. Er bot den braven Leuten Geld um sie für seine Machenschaften zu gewinnen und vom rechten Wege abzubringen. Eines Tages jedoch vertraute sich einer einem Pfarrer an, weil er ein schlechtes Gewissen hatte. Noch am gleichen Tage zogen einige mutige Männer mit dem Geistlichen aus, um den Teufel mit Gebeten und Weihwasser aus seinem Versteck zu vertreiben. So geschah es auch. An der Höhle roch es bestialisch nach Schwefel und als der Pfarrer das Weihwasser versprühte, fuhr der Teufel mit Fluchen aus der Höhle und ward seitdem nicht mehr gesehen. Deshalb heißt der Ort heute noch Teufelskeller und manchmal soll es dort auch noch nach Schwefel riechen.“